# Laver Cup
Laver Cup är en internationell inomhusturnering i tennis spelad på hardcourt med ett lag från Europa och ett från övriga världen. Turneringen hålls två veckor efter US Open varje år, med olika spelorter varje enskilt år.
Turneringen är uppkallad efter tennislegendaren Rod Laver, ansedd som en av de främsta tennisspelarna någonsin. Roger Federers mangementbolag, TEAM8, den brasilianske affärsmannen och tidigare Davis Cup-spelaren Jorge Paulo Lemann och australiska tennisförbunder, Tennis Australia gick samman för att skapa Laver Cup.
Turneringen består av sex stycken toppspelare från Europa som ställs mot sex toppspelare från övriga världen. Spelschemat består av 12 matcher som fördelas över tre dagar (nio i singel och tre i dubbel). Poängen för varje enskild matchvinst stiger för varje dag. Varje spelare spelar en eller två singelmatcher, och åtminstone fyra av sex spelare deltar i dubbel.
Alla matcher spelas i bäst av tre set, där ett tiopoängstiebreak spelas vid ett eventuellt skiljeset.
De tidigare rivalerna Björn Borg (Europa) och John McEnroe (övriga världen)  coachar respektive lag.
Första upplagan avgjordes under helgen den 22–24 september 2017 i O2 Arena, Prag och vanns av Europalaget.

## Tidigare turneringar
| År   | Vinnare                                     | Resultat                                    | Tvåa                                        | Ort                                         | Arena                                       |
| ---- | ------------------------------------------- | ------------------------------------------- | ------------------------------------------- | ------------------------------------------- | ------------------------------------------- |
| 2017 | Lag Europa                                  | 15–9                                        | Lag Övriga världen                          | Prag, Tjeckien                              | O2 Arena                                    |
| 2018 | Lag Europa                                  | 13–8                                        | Lag Övriga världen                          | Chicago, USA                                | United Center                               |
| 2019 | Lag Europa                                  | 13–11                                       | Lag Övriga världen                          | Genève, Schweiz                             | Palexpo                                     |
| 2020 | ingen tävling på grund av covid-19-pandemin | ingen tävling på grund av covid-19-pandemin | ingen tävling på grund av covid-19-pandemin | ingen tävling på grund av covid-19-pandemin | ingen tävling på grund av covid-19-pandemin |
| 2021 | Lag Europa                                  | 14–1                                        | Lag Övriga världen                          | Boston, USA                                 | TD Garden                                   |
| 2022 | Lag Övriga världen                          | 13–8                                        | Lag Europa                                  | London, Storbritannien                      | The O2 Arena                                |
| 2023 | Lag Övriga världen                          | 13–2                                        | Lag Europa                                  | Vancouver, Kanada                           | Rogers Arena                                |
| 2024 |                                             |                                             |                                             | Berlin, Tyskland                            | Mercedes-Benz Arena                         |

### Fotnoter
1. ↑  ”Europa firade vilt efter Laver Cup-segern” (på svenska). Dagens nyheter. 24 september 2017. http://www.dn.se/sport/europa-firade-vilt-efter-laver-cup-segern/. Läst 26 september 2017.